# Euryglossina haemodonta
Euryglossina haemodonta är en biart som beskrevs av Exley 1969. Euryglossina haemodonta ingår i släktet Euryglossina och familjen korttungebin. Inga underarter finns listade i Catalogue of Life.

## Bildgalleri

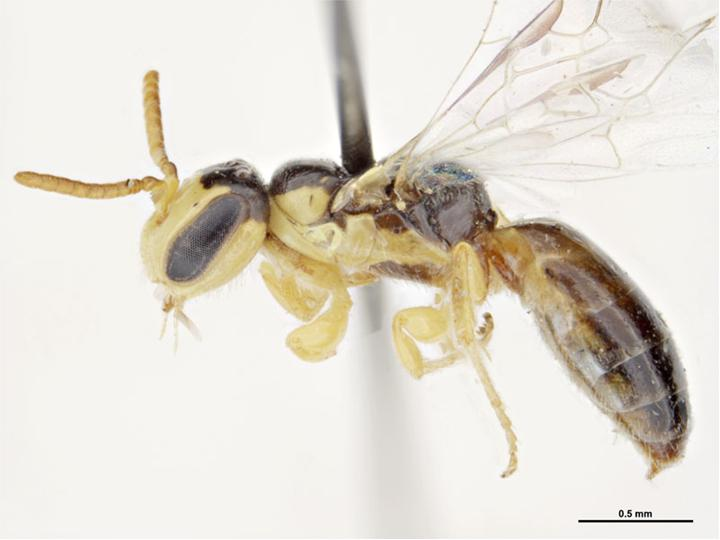